# Stipa clandestina
Stipa clandestina är en gräsart som beskrevs av Eduard Hackel. Stipa clandestina ingår i släktet fjädergrässläktet, och familjen gräs. Inga underarter finns listade i Catalogue of Life.